# Laois (circonscription du Dáil)
Laois est une circonscription électorale irlandaise créée en 2016. Elle permet d'élire trois membres du Dáil Éireann, la chambre basse de l'Oireachtas, le parlement d'Irlande. L'élection se fait suivant un scrutin proportionnel plurinominal avec scrutin à vote unique transférable.
Elle est abolie lors des élections générales irlandaises de 2020 en même temps que la circonscription de Offaly. Elles sont toutes deux remplacées par Laois-Offaly, recréée pour l'occasion.
Elle est recréée pour les élections générales irlandaises de 2024 et couvre l'ensemble du comté de Laois.

## Députés

### 2016–2020
Note : Les colonnes de ce tableau sont utilisées uniquement à des fins de présentation et aucune importance ne doit être attachée à l'ordre des colonnes. Pour plus de détails sur l'ordre dans lequel les sièges ont été remportés à chaque élection, voir les résultats détaillés de cette élection.

### Depuis 2024
Note : Les colonnes de ce tableau sont utilisées uniquement à des fins de présentation et aucune importance ne doit être attachée à l'ordre des colonnes. Pour plus de détails sur l'ordre dans lequel les sièges ont été remportés à chaque élection, voir les résultats détaillés de cette élection.